# Костянтинівський межовий інститут
Костянтинівський межовий інститу́т (також Межовий корпус) — вищий навчальний заклад у Москві, що існував з 1779 до 1930 року. Розташовувався у колишньому маєтку Куракіних, № 21/4 на Старій Басманній вулиці, з 1873 переведений до маєтку Демидових, № 4 у Гороховському провулку.

## Історія
Попередником інституту було засноване 1779 року при Межовій канцелярії Костянтинівське землемірне училище. У 1796 році існування вищого землемірного училища було закріплено законодавчим актом. 10 травня 1835 року за указом імператора миколи I училище було перетворено на Костянтинівський межовий інститут. З цього дня навчальний заклад був цілком переведений на казенне утримання. У 1836 році будівля колишнього маєтку була перебудована під розміщення інституту за проектом архітектора Є. Д. Тюріна. Першим директором Костянтинівського інституту був С. Т. Аксаков. Великий внесок до розвитку інституту зробив його опікун з 1842 року Михайло Муравйов; за нього в інституті були організовані кабінет («музеум») геодезичних інструментів, літографія, аптека; у 1844 році Муравйовим було затверджено новий статут КМІ. За новим статутом в інституті вводилось шестирічне навчання, було введено низку нових навчальних дисциплін (архітектура, мінералогія тощо). У 1840-их роках при Межовому інституті було засновано обсерваторію.
У 1849 році Микола I під час випадкового відвідання «виявив, що вихованці не мають належної виправки, не отримуючи фронтової освіти». Указом царя інститут і вся професія межових інженерів були перетворені на воєнізований Корпус межових інженерів (Межовий корпус); М. Муравйов надів еполети генерал-лейтенанта . Межовий корпус став четвертим і останнім воєнізованим корпусом після корпусів інженерів шляхів сполучення (1809), гірничих інженерів (1834), лісничих (1839). Після реформи 1861 року особливий воєнний статус професійних корпусів втратив значення, й 1867 року всі корпуси були скасовані, Межовий корпус знову став чисто навчальним закладом.
15 листопада 1916 року указом Миколи II було затверджено назву Імператорський Костянтинівський межовий інститут. У новому статуті 1916 року було вперше передбачено професорські посади; перші вісім професорів були призначені з 1 січня 1917 року . У серпні 1917 року інститут був вперше розділений на кафедри — 7 на геодезичному відділенні і 9 на земельному.
Відповідно до постанови РНК від 2 лютого 1930 року Межовий інститут був розділений на 2 вищих навчальних заклади: геодезичне відділення стало Московським геодезичним інститутом, землевлаштувальне відділення — Московським інститутом інженерів землевлаштування (нині ДУЗ).

## Викладачі й випускники
- Михайло Бонч-Бруєвич
- Альфонс Вормс
- Антон Дельвіг, автор спогадів про Межовий корпус миколаївських часів
- Петро Константинов
- Феодосій Красовський
- Павло Некрасов
- Олексій Степанов
- Хаустов Павло Прокопович
- Богдан Швейцер